# 日野バスストップ
座標: 北緯35度40分28.68秒 東経139度24分32.84秒 / 北緯35.6746333度 東経139.4091222度

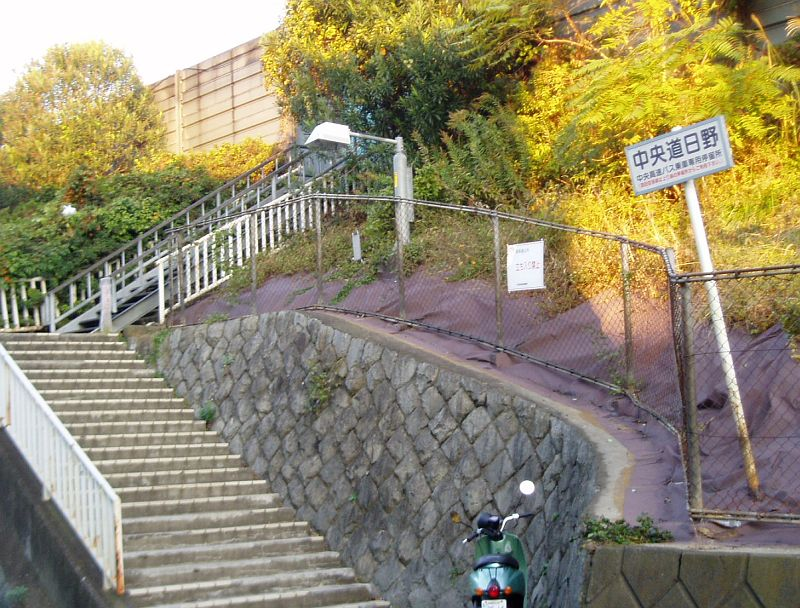
下り乗車場入り口

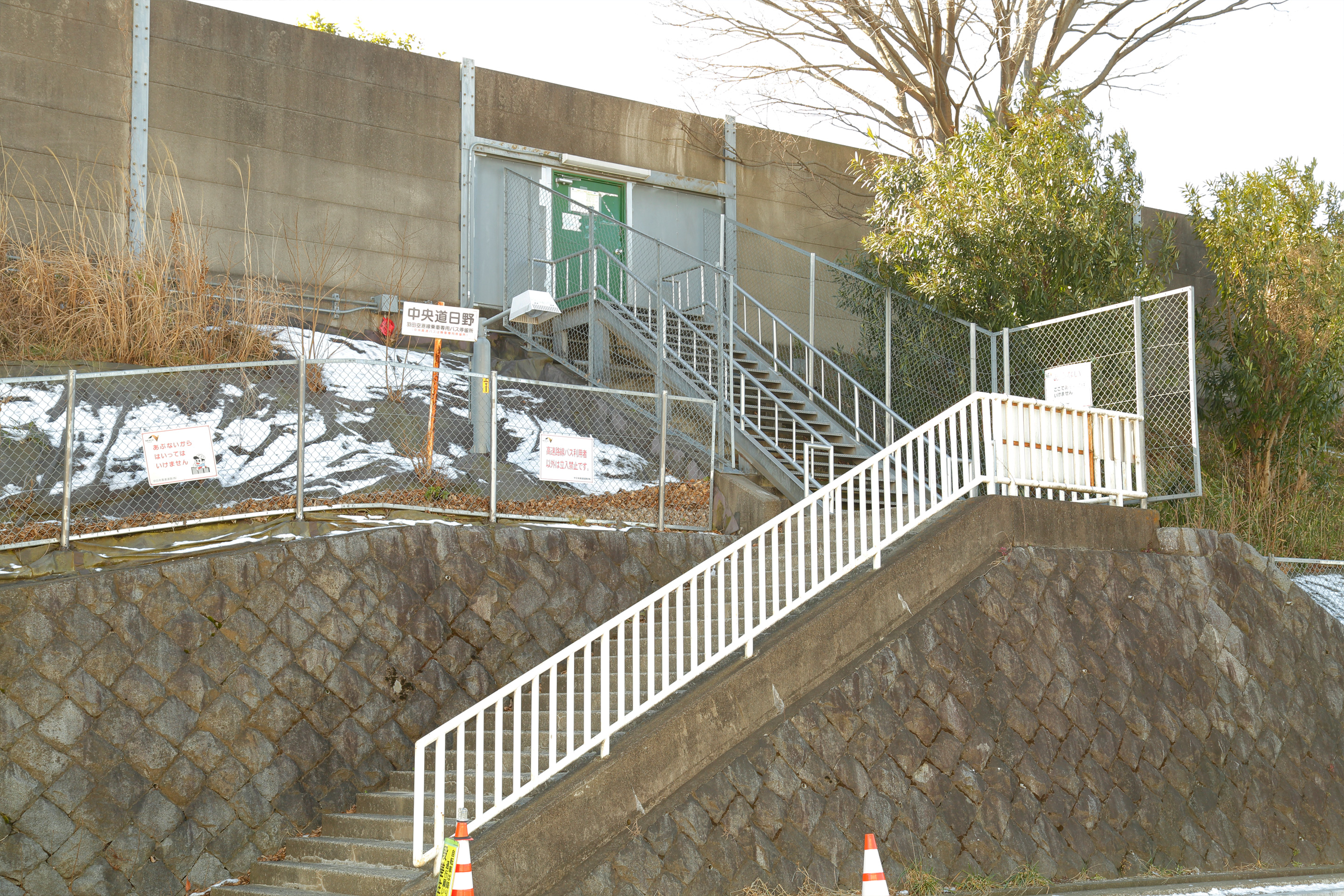
上り乗車場入り口

日野バスストップ（ひのバスストップ）は、東京都日野市（上り：大字日野 727 / 下り：万願寺三丁目51番地）の中央自動車道本線上にあるバス停留所である。バス事業者の案内では「中央道日野」と呼ばれている。

## 停車する路線
当バス停と、東京都内（羽田空港を除く）から中央道相模湖までの各バス停との区間内のみの利用はできない（※との間の相互利用は不可）。
なお、高尾・八王子発着のリムジンバスは羽田空港までの経路に中央道を利用する関係上、上り車線側バス停から乗車、下り車線側バス停で降車となる。
また、かつて運行されていた八王子発着路線である高松線と金沢線は、途中経由地として新宿や渋谷に停車する関係上、上り車線側バス停から乗車、下り車線側バス停で降車となっていた。
中央高速バス（一部の臨時便はバスタ新宿ではなく新宿西口発着。）
- 富士五湖線（京王バス・富士急バス・フジエクスプレス）（一部は中央道日野 - 中央道上野原または富士急ハイランド間無停車） ※一部通過
※中央道府中 - 中央道日野 - ※中央道八王子 - （中略） - 中央道上野原（以遠とのみ相互利用可能）
- 富士山五合目線（京王バス・富士急バス・フジエクスプレス）
※中央道府中 - 中央道日野 - ※中央道八王子 - （中略） - 富士急ハイランド（夏季は富士山五合目）（以遠とのみ相互利用可能）
- 甲府線（京王バス・富士急バス・山梨交通）（特急便は中央道日野 - 勝沼間無停車）
※中央道府中 - 中央道日野 - ※中央道八王子 - （中略） - 中央道上野原（以遠とのみ相互利用可能）
- 身延線（京王バス・山梨交通）
※中央道府中 - 中央道日野 - ※中央道八王子 - 西八幡 / 大津町（以遠とのみ相互利用可能）
- 中央市・南アルプス市線 （南アルプスエコパークライナー）（山梨交通）
※中央道府中 - 中央道日野 - ※中央道八王子 - 大津町（以遠とのみ相互利用可能）
- 諏訪・岡谷線（京王バス・フジエクスプレス・山梨交通・アルピコ交通・JRバス関東）（特急便は中央道日野 ← 赤羽根間無停車）
※中央道府中 - 中央道日野 - ※中央道八王子 - 中央道昭和（以遠とのみ相互利用可能）
- 伊那線（京王バス・フジエクスプレス・山梨交通・伊那バス・信南交通）（超特急便は中央道日野 - 中央道辰野間無停車）
※中央道府中 - 中央道日野 - ※中央道八王子 - 中央道川岸（以遠とのみ相互利用可能）
- 飯田線（京王バス・アルピコ交通・伊那バス・信南交通）（超特急便は中央道日野 - 中央道駒ヶ根インター間無停車）
※中央道府中 - 中央道日野 - ※中央道八王子 - 中央道川岸（以遠とのみ相互利用可能）
- 上高地線（京王バス・アルピコ交通） ※上り便（新宿行）のみ停車（降車専用）。
※バスタ新宿 ← 中央道日野 ← 新島々駅（以遠からのみ利用可能）
- 松本線（京王バス・アルピコ交通）
※バスタ新宿 - 中央道日野 - 長野道みどり湖（以遠とのみ相互利用可能）
- 塩尻・木曽福島線（京王バス・おんたけ交通）
※中央道府中 - 中央道日野 - ※中央道八王子 - 塩尻駅東入口（以遠とのみ相互利用可能）
- 安曇野・白馬線（京王バス・アルピコ交通） ※一部通過
※中央道府中 - 中央道日野 - ※中央道八王子 - 安曇野スイス村（以遠とのみ相互利用可能）
- 飛騨高山線（京王バス・濃飛乗合自動車）
※中央道府中 - 中央道日野 - ※中央道八王子 - 平湯温泉（以遠とのみ相互利用可能）
- 名古屋線（京王バス・名鉄バス） ※一部通過
※中央道府中 - 中央道日野 - ※中央道八王子 - 馬篭（以遠とのみ相互利用可能）

JRバス
- 中央ライナー可児号（JRバス関東・東濃鉄道）
※中央道府中 - 中央道日野 - 中央道昼神温泉（以遠とのみ相互利用可能）

リムジンバス
- 高尾・八王子 - 羽田空港線（西東京バス・東京空港交通） ※上り車線バス停から乗車、下り車線バス停で降車。
※JR八王子駅北口 - 中央道日野 - 羽田空港（以遠とのみ相互利用可能）

夜行高速バス
- 新宿・八王子 - 大阪線（ツィンクル号・カジュアル・ツィンクル号、西東京バス・近鉄バス）
※中央道府中 - 中央道日野 - ※京王八王子駅 - （中略） - 京都駅八条口（以遠とのみ相互利用可能）
- 池袋・渋谷・新宿 - 大阪線（京王バス・阪急観光バス）
※中央道府中 - 中央道日野 - ※中央道八王子 - 高速長岡京 （以遠とのみ相互利用可能）

## 隣接のBS等
E20 中央自動車道
- 至近のBS・IC等
調布IC(7.7Kp) - 稲城IC(10.0Kp) - 府中BS(11.5p) - 国立府中IC(17.0Kp) - 日野BS(20.0Kp) - 八王子IC(25.8Kp) - 元八王子BS(31.0Kp)

## バス停へのアクセス
多摩モノレールの甲州街道駅が最寄りの駅である。
甲州街道駅の開業前は、公共交通機関によるアクセスが不便なため、自家用車やタクシーによる送迎が主であった。側道を走る路線バスがあるが本数が少なく、時間帯によっては約980 m離れた川崎街道上の生活保健センターバス停まで歩かねばならなかった。特に夜は利用しづらいため、中央高速バスの昼行便しか停車しなかった。
2000年に甲州街道駅が開業。当時は当バス停と駅の間が自動車の通行困難な狭い道で分かりにくく、中央自動車道やモノレール沿いに回り道を余儀なくされる場合もあった。そのため、乗り換えの利用者は少数であった。
その後、周辺の区画整理が進み、2003年3月に当バス停と甲州街道駅を結ぶような形で新川崎街道が開通した。旧来の道に比べてやや遠回りではあるものの、道路が整備されたことにより、利用者が増え、多くの高速バスが停車するようになった。
多摩モノレール沿線から中央高速バスを利用するには、新宿経由に比べて時間や運賃の面で優位なことで、甲州街道駅と中央道日野バス停の乗り換えルートがPRがされている。

### 鉄道
多摩モノレール・甲州街道駅から450 m。

### バス
- 日野市ミニバス市内路線：豊田駅北口 - 日野駅 - 中央道バス停下 - 高幡不動駅（京王電鉄バスS系統 ）「中央道バス停下」停留所下車。 ※本数少（高速バス停から側道に降りた場所にミニバスの停留所がある。ミニバス車内では高速バスへの乗り換え案内放送が流れる。）

- 京王電鉄バス：日野駅 - 高幡不動駅（日01・日02・日03系統）「生活保健センター」停留所下車。980 m、徒歩15分から20分。

## 主な施設
- 上り車線側
  - 側道を走る路線バスのバス停脇にカード式公衆電話がある。
- 下り車線側
  - 待合室がある。
  - 階段下に簡易バイオトイレが設置されている。